# Yildun
Yildun (Delta Ursae Minoris, 23 UMi) är en stjärna i stjärnbilden Lilla björnen. Yildun är en vit dvärg i huvudserien av spektraltyp A1 V och magnitud 4,35. Den har också haft namnet Pherkard vilket gjort att den förväxlats med Pherkad (Gamma Ursae Minoris).

## Namnet
Egennamnet Yildun (som också stavats Vildiur, Jildun, Gildun och Yilduz) kommer från turkiskans yıldız som betyder just "stjärna". 

## Science fiction
Stjärnan omnämns i den militära science fiction-serien av romaner om Honorverse av den amerikanske författaren David Weber. Yildun har huvudkontoret för Technodyne Industries , ett företag som bygger rymdskepp.